# 응우옌푹미엔아오
응우옌푹미엔아오(베트남어: Nguyễn Phúc Miên Áo / 阮福綿𡪿 완복면오, 1817년 1월 4일 ~ 1865년 2월 1일)은 응우옌 왕조의 황족, 시인이다. 민망 황제의 6번째 아들로, 생모는 현비(賢妃) 응오티찐이다. 처음 이름은 응우옌푹미엔안(베트남어: Nguyễn Phúc Miên An / 阮福綿安 완복면안)이었으나 뜨득 14년(1861년)에 효소황후(孝昭皇后) 도안티안(段氏安)의 휘를 피하여 개명하였다.

## 생애
자롱 15년 음력 11월 27일(1817년 1월 4일), 후에 황성에서 태어났다.
민망 11년(1830년), 부평공(베트남어: Phú Bình Công / 富平公)으로 봉해졌다.
민망 17년(1836년), 섭종인부우종인(宗人府右宗人)을 겸하였다.
뜨득 17년(1864년) 음력 12월, 그의 서자(庶子)인 응우옌푹홍떱이 병사를 일으켜 반란하였으나 실패하고 살해당했다. 응우옌푹미엔아오는 이에 연좌되어 봉작이 혁제(革除)되었다.
뜨득 18년 음력 1월 6일(1865년 2월 1일), 응우옌푹미엔아오는 우울함에 빠져 있다가 사망하니 향년 50세였다. 뜨득 황제는 은혜를 더하여 그를 부평군공(베트남어: Phú Bình Quận Công / 富平郡公)으로 회복시켰으나, 시호는 내리지 않음으로써 구별을 보였다.
뜨득 31년(1878년), 뜨득 황제의 오십대수(五十大壽)를 맞이하여 다시 응우옌푹미엔아오에게 은혜를 더해 부평공(베트남어: Phú Bình Công / 富平公)으로 회복시켰다. 흐엉짜현 쑤언즈엉사(春陽社)에 사당을 세우고 제사를 지냈다.
바오다이 12년(1937년), 부평군왕(베트남어: Phú Bình Quận Vương / 富平郡王)으로 추봉하였고, 시호를 장공(莊恭)이라 하였다.

## 자녀
아들 10명과 딸 7명을 두었다. 후예들은 목(木) 자부(字部)를 하사받고 그에 따라 이름을 지었다.

### 아들
- 첫째 응우옌푹홍꾸에(阮福洪桂) - 처음엔 회은정후(懷恩亭侯)에 봉해졌으나 이후 기외후(畿外侯)를 습봉하였다. 부내(府內)의 관계를 조정할 수 없음으로 인해 작위가 삭탈되었다.
- 응우옌푹홍틱(阮福洪檡)
- 일곱째 응우옌푹홍빈(阮福洪榮) - 끼엔푹 원년(1884년)에 부평후(富平侯)를 습봉하였다. 바오다이 연간 초에 부친이 군왕(郡王)에 추봉되자 전례를 따라 부평군공(富平郡公)으로 작위가 높여졌다.
  - 손자 응우옌푹응동(阮福膺桐) - 협좌대학사(協佐大學士)를 맡았으나 사직하였고, 바오다이 15년(1940년)에 부평향공(富平鄕公)을 습봉하였다.
- 응우옌푹홍떱 - 서자

## 참고 문헌
- 《대남식록》정편(正編) 열전(列傳) 2집(二集) 권5(卷五)